# Lego Batman – A film (2017)
A LEGO Batman – A film (eredeti cím: The LEGO Batman Movie) 2017-ben bemutatott egész estés amerikai 3D-s számítógépes animációs film, amelyet Chris McKay rendezett. A forgatókönyvet Seth Grahame-Smith, Chris McKenna, Erik Sommers, Jared Stern és John Whittington írta, a zenéjét Lorne Balfe szerezte, a producere Dan Lin, Phil Lord, Christopher Miller és Roy Lee volt. A Warner Animation Group készítette, a Warner Bros. Pictures forgalmazta.
Amerikában 2017. február 10-én, Magyarországon egy nappal korábban, 2017. február 9-én mutatták be a mozikban.

## Történet
A LEGO Univerzumon belül Batman továbbra is védi Gotham Cityt és harcol a bűnözés ellen. Legutóbbi küldetése során, hogy megakadályozza Jokert a város elpusztításában, annak lelkébe gázol, miután letagadja, hogy ő lenne a legfőbb ellensége. Állítása szerint kettőjüket semmi sem köti össze. Miközben Joker bosszút forral, másnap Batman alteregója, Bruce Wayne elmegy a városi rendezvényre, ahol Gordon rendőrkapitányt búcsúztatják, és bemutatják utódját, Barbara Gordont. Barbara tervei szerint a városi rendőrség batman nélkül fog rendet tartani Gothamben. Hirtelen megjelenik Joker, az összes Gotham City városát rettegésben tartó szuperbűnözővel és feladja magát, kivéve Harley Quinnt, aki eltűnik a zűrzavarban.
Batman elhatározza, hogy ellopja Supermantől a Fantom Zóna kapuját nyitó projektort és oda, a legveszélyesebb gonosztevők univerzális börtönébe zárja Jokert. Mindeközben Alfred beavatkozása után Batman egy segítőt kap, a fiatal árva, Dick Grayson személyében, aki aztán Robinként segíti a Denevérember munkáját. Együtt betörnek Superman otthonába, a A magány erődje nevű palotába, majd behatolnak az Arkham Elmegyógyintézetbe és Jokert a Fantom Zónába küldik. Barbara, bár sejti, hogy Joker terve is ez volt, nem tudja őket megakadályozni az elhamarkodott akcióban.
Harley eközben lehetővé teszi Joker számára, hogy visszatérjen Gothambe az összes gonosztevővel együtt. Felismerve, hogy a városnak szüksége van rájuk, Barbara kiszabadítja Batmant és Robint, majd csatlakozik hozzájuk és Alfreddel együtt, hogy megállítsa a Jokert. Annak ellenére, hogy Batman megbizonyosodik róla, hogy a társaiban megbízhat, végül úgy dönt egyedül néz szembe a veszéllyel és visszaküldi őket a Wayne-kastélyba. Miután látja, hogy képtelen a változásra, Joker elkapja Batmant és a Fantom Zónába száműzi ellenfelét, aki ott a legnagyobb félelmével kell, hogy szembesüljön. Phyllis, Fantom Zóna őre, egy beszélő kocka, lehetővé teszi Batman számára, hogy visszatérjen Gothamba, azzal a feltétellel, hogy az összes gonosztevőt visszajuttatja oda egy napon belül.
Batman szembesülve Joker tervével, miszerint a város alatti tartópilléreket felrobbantja, így pedig a város a semmibe zuhan, Batman Barbarát Batgirllé fogadja és segítségül hívja Gotham City szuperbűnözőit, akiket Joker cserben hagyott. Ezt követően egyesével elkapják és visszaküldik a gonosztevőket  a Fantom Zónába, de a bombát már nem tudják időben hatástalanítani, így az felrobban, a város pedig két részre szakad. Batman vonakodva bár, de meggyőzi Jokert, hogy miatta lett az aki, szuperhős és nélküle kevesebb lenne, így az segít neki megmenteni a várost.
Batman ezután készen áll, hogy alkuja szerint visszatérjen Fantom Zónába, de Phyllis látva, hogy mennyit változott, visszautasítja. Batman átmenetileg elengedi Jokert és a többi szuperbűnözőt, mondván, ha legközelebb harcra kerül a sor, vele és új társaival nem vehetik fel a harcot.

## Szereplők
| Szereplő                  | Eredeti hang                   | Magyar hang           |
| ------------------------- | ------------------------------ | --------------------- |
| Bruce Wayne / Batman      | Will Arnett                    | Fekete Ernő           |
| Joker                     | Zach Galifianakis              | Nagy Ervin            |
| Dick Grayson / Robin      | Michael Cera                   | Tasnádi Bence         |
| Barbara Gordon / Batgirl  | Rosario Dawson                 | Kéri Kitty            |
| Alfred Pennyworth         | Ralph Fiennes                  | Borbély László        |
| Harley Quinn              | Jenny Slate                    | Jordán Adél           |
| Batcomputer               | a Siri angolul (Susan Bennett) | Kocsis Mariann        |
| Gordon rendőrkapitány     | Héctor Elizondo                | Epres Attila          |
| O’Hara rendőrfőnök        | Lauren White                   | Hámori Eszter         |
| Medúza                    | Lauren White                   | Kokas Piroska         |
| Macskanő                  | Zoë Kravitz                    | Kokas Piroska         |
| McCaskill polgármester    | Mariah Carey                   | Zakariás Éva          |
| Lord Voldemort            | Eddie Izzard                   | Forgács Péter         |
| King Kong                 | Seth Green                     | Varga Gábor           |
| Bill pilóta               | Chris McKay                    | Varga Gábor           |
| Sauron                    | Jemaine Clement                | Dengyel Iván          |
| Kétarc                    | Billy Dee Williams             | Pál Tamás             |
| Riporter                  | Brent Musburger                | Pál Tamás             |
| Méregcsók                 | Riki Lindhome                  | Mezei Kitty           |
| Gonosz nyugati Boszorkány | Riki Lindhome                  | Madarász Éva          |
| Rébusz                    | Conan O’ Brien                 | Elek Ferenc           |
| Madárijesztő              | Jason Mantzoukas               | Elek Ferenc           |
| Agyagpofa                 | Kate Micucci                   | Turi Bálint           |
| Bane                      | Doug Benson                    | Forgács Gábor         |
| Mr. Fagy                  | David Burrows                  | Seder Gábor           |
| Pippa riporter            | Laura Kightlinger              | Szórádi Erika         |
| Dale kapitány             | Todd Hansen                    | Láng Balázs           |
| Superman                  | Channing Tatum                 | Fluor Tomi            |
| Zöld Lámpás               | Jonah Hill                     | Bor László            |
| Flash                     | Adam DeVine                    | Csöndör László ’Diaz’ |
| Gyilkos Krok              | Matt Villa                     | Bognár Tamás          |
| Phyllis                   | Ellie Kemper                   | Gáspár Kata           |

## További információ
- Hivatalos oldal
- Lego Batman – A film a PORT.hu-n (magyarul)
- Lego Batman – A film az Internetes Szinkronadatbázisban (magyarul)
- Lego Batman – A film az Internet Movie Database-ben (angolul)
- Lego Batman – A film a Rotten Tomatoeson (angolul)
- Lego Batman – A film a Box Office Mojón (angolul)